# Сенс життя (фільм)
«Сенс життя» — радянський двосерійний історично-біографічний художній фільм 1987 року, знятий режисером Даміром Салімовим на кіностудії «Узбекфільм».

## Сюжет
Фільм присвячений Усману Юсупову, керівнику ЦК Компартії Узбекистану у 1930-1940-х роках. В основі сюжету — будівництво Ферганського каналу, на якому працювало 170 тисяч осіб. Завдання перед Юсуповим поставили цілком конкретне — через 45 днів канал завдовжки 270 кілометрів має дати воду бавовняним полям.

## У ролях
- Ульмас Юсупов — Усман Юсупов
- Георгій Саакян — Сталін
- Шукур Самандаров — Ахунбаєв
- Віктор Уральський — Калінін
- Олег Абрамов — Андрєєв
- Ігор Пушкарьов — Ворошилов
- Микола Засухін — Молотов
- В'ячеслав Єзепов — Щербаков
- Степан Мікоян — Мікоян
- Євген Новиков — Шверник
- Ісо Абдурашидов — Абдурахманов
- Владилен Трегубов — Ємцов
- Володимир Січкар — Глухов
- Таріель Касімов — Апресян
- Галина Золотарьова — Юлія Степаненко
- Микола Гринько — Пославський
- Джамал Хашимов — Кудрат
- Мукадас Шожалілова — Бібі-Павла
- Бехзод Хусанбаєв — Усман
- Уктам Лукманова — мати Юсупова
- Рустам Карімов — батько Юсупова
- Мурад Раджабов — Халіламін
- Рустам Сагдуллаєв — шофер
- Ш. Расулов — комісар
- Машраб Кімсанов — комісар
- Еркін Камілов — Іштухтаров
- Набі Рахімов — епізод
- Хамза Умаров — епізод
- Муххамад Ширяєв — епізод
- Асанкул Куттубаєв — епізод
- Валентина Митрофанова — епізод
- Людмила Федорова — епізод
- Абдульхайр Касимов — епізод
- Віктор Павленко — епізод
- Сергій Конопльов — епізод
- Г. Салахова — епізод
- Г. Фазілджанова — епізод
- Д. Джаббарова — епізод
- Юлія Медведєва — епізод
- Федя Бойко — епізод
- Таміла Мухамедова — епізод
- Бахром Хусанбаєв — епізод
- Шахзод Хусанбаєв — епізод
- А. Худайбергенова — епізод
- Якуб Ахмедов — епізод
- Тургун Азізов — епізод
- Ріхсібай Авазов — епізод
- Джавлон Хамраєв — епізод
- Ж. Ангуано — епізод
- Іван Косих — епізод
- Валерій Маргуліс — епізод
- Володимир Теппер — епізод
- Георгій Яшунський — епізод
- М. Дамінов — епізод
- А. Тієвський — епізод
- Уткур Ходжаєв — епізод
- Семен Аулов — епізод
- Ігор Кір'янов — епізод
- Омон Абдураззаков — епізод
- І. Сіліфонов — епізод
- Володимир Дутов — епізод
- Валентина Юріна — секретар
- В. Іванов — епізод
- Мухаммаджан Рахімов — епізод
- Анвар Кенджаєв — епізод
- Шаріф Кабулов — епізод
- Раджаб Адашев — епізод
- Р. Отешев — епізод
- Маріс Гольдштейн — епізод
- С. Умаров — епізод
- Айдар Гарапшин — епізод
- Валерій Чемоданов — епізод
- Фархад Хайдаров — епізод
- Володимир Возженніков — епізод
- Б. Пєстов — епізод
- Сергій Кузнецов — епізод
- Рано Хамраєва — дитячий лікар
- Шухрат Умаров — Салім
- Фаріда Ходжаєва — учениця

## Знімальна група
- Режисер — Дамір Салімов
- Сценарист — Раміз Фаталієв
- Оператор — Хатам Файзієв
- Композитор — Фелікс Янов-Яновський
- Художники — Бахтійор Назаров, Рафаель Сулейманов